# Sight
Sight es una película dramática y biográfica estadounidense de 2024 dirigida por Andrew Hyatt, escrita por Hyatt, John Duigan y Buzz McLaughlin, y protagonizada por Terry Chen y Greg Kinnear. La película trata sobre Ming Wang, un inmigrante chino en Estados Unidos que se convirtió en un reconocido cirujano ocular. Se basa en la autobiografía de Wang de 2016, From Darkness to Sight.

## Reparto
- Terry Chen como Ming Wang[2]
- Greg Kinnear como Misha Bartnovsky[2]
- Ben Wang como Ming joven[4]
- Fionnula Flanagan como Hermana Marie
- Wai Ching Ho como Alian
- Danni Wang como Anle
- Raymond Ma como Zhensheng
- Jayden Zhang como Ming niño

## Producción
El rodaje comenzó en Vancouver en abril de 2021 y concluyó después de un rodaje de seis semanas en octubre de 2021.

## Estreno
En abril de 2023, se informó que Briarcliff Entertainment había adquirido los derechos de distribución de Sight y programó una fecha de estreno para el 27 de octubre de 2023. En febrero de 2024, Angel Studios adquirió los derechos y programó el estreno de la película para el 24 de mayo de 2024.